# Erich Marcks
Erich Marcks, nemški general, * 6. junij 1891, † 12. junij 1944.